# 史蒂夫·薩克斯
史蒂芬·路易斯·薩克斯（英語：Stephen Louis Sax，1960年1月29日—），為前美國職棒大聯盟的二壘手。生涯曾效力過道奇、洋基、白襪與運動家等隊。薩克斯在1982年獲選為國聯新人王，1986年拿下銀棒獎。他是道奇在1980年奪下兩冠的奪冠班底，生涯共入選5次明星賽。

## 職業生涯
1978年大聯盟選秀，薩克斯在第九輪被道奇隊選走。1981年，薩克斯在季中登上大聯盟，整季出賽31場比賽。而他後來也被帶到世界大賽，並隨隊拿下世界大賽冠軍。1982年，薩克斯的打擊率為2成82，並完成49次盜壘成功與打回47分打點，最後他成功獲選為國聯年度新人王。薩克斯是著名的快腿選手，生涯有六次達成單季40盜。1986年，薩克斯打出生涯年，單季打擊率3成32，並敲出210支安打，最終獲得銀棒獎。1988年，他再次拿下世界大賽冠軍。1989年，他到了洋基隊，並敲出171支一壘安打寫下隊史紀錄。

### 史蒂夫·薩克斯症候群
1983年，薩克斯單季發生30次守備失誤。當時許多人將此原因歸咎在投球失憶症，甚至連坐在一壘後方的道奇球迷都會戴上打擊頭盔做出保護頭部的動作，來嘲諷薩克斯無法準備傳球。不過到了1989年，薩克斯的守備率和雙殺次數都是美聯最高，看起來似乎沒有出現投球失憶症的問題。

## 生涯打擊成績
| 出賽次數 | 打席 | 打數 | 得分 | 安打 | 二安 | 三安 | 全壘打 | 打點 | 盜壘 | 保送 | 三振 | 打擊率 | 上壘率 | 長打率 | OPS  |
| -------- | ---- | ---- | ---- | ---- | ---- | ---- | ------ | ---- | ---- | ---- | ---- | ------ | ------ | ------ | ---- |
| 1769     | 7632 | 6940 | 913  | 1949 | 278  | 47   | 54     | 550  | 444  | 556  | 584  | .281   | .335   | .358   | .692 |

## 個人生活
薩克斯的哥哥戴夫也是一名大聯盟選手，而且也曾效力於道奇。他的姪子大衛(戴夫的兒子)曾於2015年出演美國電視節目《Intervention》。他的兒子約翰是美國海軍陸戰隊的隊長，不過2022年6月8日，第三海軍陸戰隊航空兵聯隊的一架MV-22B在加州格拉米斯墜毀，包含約翰在內的5名官兵全數殉職。

## 外部連結
- 球員資訊和成績在MLB，ESPN，Retrosheet ，Baseball Reference ，Baseball Reference (Minors) ，Fangraphs ，The Baseball Cube （英文）

| 前任： 戴爾·墨菲 | 國聯單月最佳球員 1986年9月 | 繼任： 艾瑞克·戴維斯 |